# Виситорско језеро
Виситорско језеро је језеро у Црној Гори у општини Плав. Смјештено је на планини Виситор, по којој је добило име. Језеро је ледничко, познато по свом пловећем острву.